# اسکیزوفرنی
روان‌گسیختگی، اسکیزوفرنی یا شیزوفرنی (به انگلیسی: Schizophrenia) یک اختلال روانی است که با دوره‌های مداوم یا عودکنندهٔ روان‌پریشانه مشخص می‌شود. علائم اصلی شامل توهم (غالبا توهم شنیداری)، هذیان و اختلال تفکر است. علائم دیگر عبارتند از کناره‌گیری اجتماعی، کاهش ابراز عواطف و بی‌تفاوتی. علائم معمولاً به تدریج بروز پیدا می‌کنند، در اوایل بزرگسالی شروع می‌شوند و در بسیاری از موارد هرگز به‌طور کامل برطرف نمی‌شوند. برای تشخیص، هیچ آزمون عینی مشخصی وجود ندارد؛ بر اساس رفتار مشاهده‌شده از بیمار توسط پزشک یا روان‌شناس بالینی، برای تشخیص نیاز است سابقه‌ای شامل تجارب گزارش‌شدهٔ فرد و گزارش افراد آشنا با فرد تهیه شود. برای تشخیص بیماری اسکیزوفرنی، پزشکان باید تأیید کنند که علائم و اختلالات عملکردی در فرد به مدت شش ماه (بر اساس DSM-5) یا یک ماه (بر اساس ICD-11) وجود داشته است. بسیاری از افراد مبتلا به اسکیزوفرنی دارای اختلال‌های روانی دیگر نیز هستند، به‌ویژه اختلالات سوءمصرف مواد، اختلالات افسردگی، اختلالات اضطرابی و اختلال وسواس فکری-عملی.
حدود ۰٫۳ تا ۰٫۷ درصد از مردم در طول زندگی خود به‌عنوان بیمار اسکیزوفرنی تشخیص داده می‌شوند. برآوردها در سال ۲۰۱۷ بیانگر ابتلای ۱٫۱ میلیون مورد جدید داشته است و در سال ۲۰۱۹ مجموعاً ۲۰ میلیون مورد از این بیماری در جهان وجود داشته است. مردان بیشتر از زنان مبتلا می‌شوند و سن شروع بیماری در مردان به‌طور متوسط پایین‌تر از زنان است؛ اگرچه برخی از تحقیقات گسترده تفاوت جنسیتی در شیوع این اختلال پیدا نکرده‌اند. علل احتمالی ابتلا به اسکیزوفرنی شامل عوامل ژنتیکی و عوامل محیطی است. عوامل ژنتیکی شامل انواع واریانس‌های ژنتیکی متداول و نادر است. عوامل محیطی احتمالی شامل بزرگ‌شدن در شهر، مصرف ماری‌جوآنا در دوران بلوغ، عفونت‌ها، سن مادر یا پدر فرد و تغذیه نامناسب مادر در دوران بارداری است. تقریباً نیمی از مبتلایان به اسکیزوفرنی در درازمدت بدون عود مجدد بهبود چشمگیری خواهند داشت و بخش کوچکی از این افراد به‌طور کامل بهبود می‌یابند. اما ۵۰٪ باقی‌مانده دچار نقص مادام‌العمر خواهند بود. در برخی موارد ممکن است فرد به‌طور مکرر در بیمارستان بستری شود. مشکلات اجتماعی مانند بیکاری طولانی مدت، فقر، بی‌خانمانی و سوءاستفاده از بیمار و بزه‌دیدگی شایع است. متوسط امید به زندگی افراد مبتلا به این اختلال ۲۰ سال کمتر از جمعیت عمومی است. این مسئله، پیامد افزایش مشکلات سلامت جسمی و میزان خودکشی بالاتر (حدود ۵٪) در بیماران اسکیزوفرنی است. تخمین زده می‌شود که در سال ۲۰۱۵، ۱۷۰۰۰ نفر در سراسر جهان در اثر عواملی که مربوط به اسکیزوفرنی یا ناشی از آن است، جان خود را از دست داده‌اند. هستهٔ اصلی درمان، مصرف داروهای ضدروان‌پریشی است که روان‌درمانی، آموزش شغلی و توان‌بخشی اجتماعی در کنار آن صورت می‌گیرد. تا یک سوم از بیماران ممکن است به داروهای ضدِروان‌پریشی نسل اول پاسخ ندهند؛ در این صورت ممکن است از داروی ضدِروان‌پریشی نسل دو مثل کلوزاپین استفاده شود. در شرایطی که پزشکان تشخیص دهند که خطر آسیب زدن به خود یا دیگران وجود دارد، ممکن است بستری اجباری کوتاه‌مدت در بیمارستان تجویز شود. توهم الیزایی را شامل می‌شود بستری طولانی مدت تنها در تعداد کمی از موارد شدید ابتلا به اسکیزوفرنی استفاده می‌شود. در برخی از کشورهایی که خدمات حمایتی محدود است یا در دسترس نیست، اقامت درازمدت بیشتری در بیمارستان مشاهده می‌شود.

## علائم و نشانه‌ها

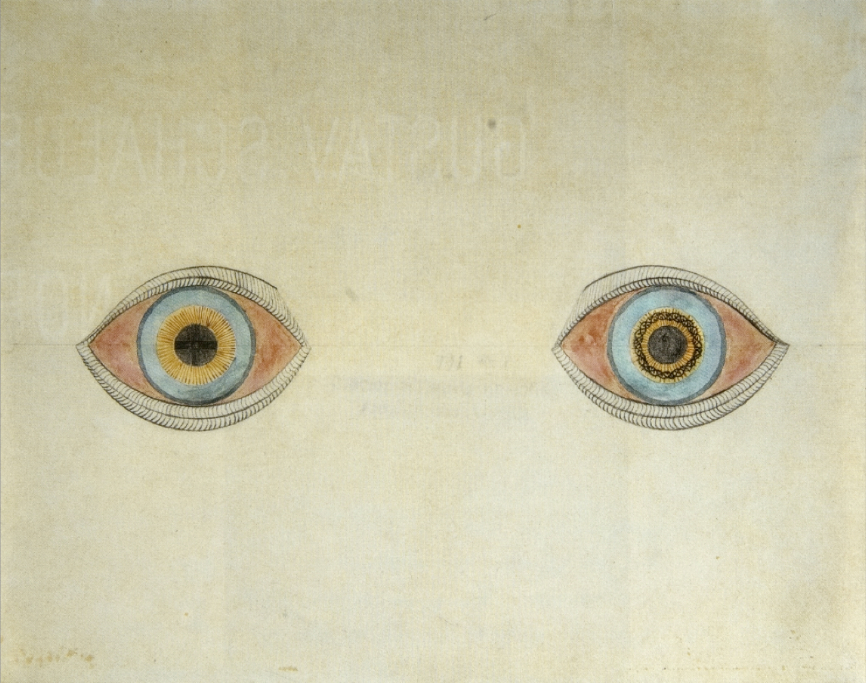
چشمان من در هنگامه ظهور اثر هنرمند آلمانی، آگوست ناترر، که به اسکیزوفرنی مبتلا بود.

اسکیزوفرنی یک اختلال روانی است که با تغییراتی قابل توجه در ادراک، افکار، رفتار و خلق‌وخو مشخص می‌شود.علائم اسکیزوفرنی به سه دستهٔ علائم مثبت، منفی و شناختی تقسیم می‌شوند.علائم مثبت اسکیزوفرنی علائمی هستند که در دیگر بیماری‌های روان‌پریشی نیز یکسان است و گاهی به‌عنوان علائم روان‌پریشی شناخته می‌شوند. این علائم ممکن است در هر یک از اختلال‌های روان‌پریشانهٔ مختلف وجود داشته باشند، و از آنجا که اغلب گذرا هستند، تشخیص زود هنگام اسکیزوفرنی را مشکل می‌سازند. بروز علائم روان‌پریشی برای نخستین بار، در فردی که بیماری او بعداً اسکیزوفرنی تشخیص داده می‌شود، نخستین اپیزود روان‌پریشی (FEP) نام دارد.

### علائم مثبت
علائم مثبت آن دسته علائمی هستند که به‌طور معمول تجربه نمی‌شوند، اما در افراد مبتلا به اسکیزوفرنی در طی یک دوره روان‌پریشانه بروز پیدا می‌کنند. این علائم شامل هذیان، توهم و ازهم‌گسیختگی افکار و گفتار است که به عنوان تظاهرات روان‌پریشی در نظر گرفته می‌شوند.توهم‌ها معمولاً شنیداری هستند اما گاهی می‌توانند دیگر حس‌های چشایی، بینایی، بویایی و لامسه را نیز درگیر کنند.توهم‌ها معمولاً به محتوای مضامین هذیان‌ها مربوط می‌شوند.هذیان‌ها ماهیتی عجیب یا آزاردهنده دارند. اختلال در تجربه‌های شخصی و اول فرد مانند تجربه اینکه گویی افکار یا احساسات فرد متعلق به خود او نیستند، یا باور به اینکه افکاری خارج از ذهن او به ذهنش وارد می‌شوند، که بعضاً به آنها پدیده انفعال گفته می‌شود، نیز معمول است.اختلال‌های فکری می‌توانند شامل مسدود شدن تفکر و گفتار بی نظم باشد، گفتاری که قابل فهم نیست و به سالاد واژه معروف است.علائم مثبت معمولاً به دارو پاسخ خوبی می‌دهند،و با افزایش سن بیمار کاهش می‌یابند، که ممکن است مربوط به کاهش فعالیت دوپامین با افزایش سن باشد.

### علائم منفی
علائم منفی نقص در پاسخ‌های عاطفی طبیعی یا دیگر فرایندهای فکری است. پنج محور شناخته‌شده از علائم منفی عبارتند از: کم‌عاطفگی - خشکی عاطفی و اختلال در بروز صحیح احساسات در رفتار و گفتار. آلوژیا - فقر گفتار. بی‌لذتی - ناتوانی در حس‌کردن لذت. مردم‌گریزی - عدم تمایل به ایجاد روابط. بی‌انگیزگی - بی‌تفاوتی و کمبود انگیزه. از بی‌انگیزگی و بی‌لذتی به عنوان نقص انگیزشی ناشی از اختلال در پردازش سیستم پاداش در مغز یاد می‌شود.پاداش، عامل اصلی ایجاد انگیزه است که به واسطه دوپامین عمل می‌کند.علائم منفی چند بعدی هستند و می‌توان آنها را به دو زیر دامنه بی‌تفاوتی و اختلال در بیان تقسیم کرد.بی‌تفاوتی شامل بی‌انگیزگی، بی‌لذتی و مردم‌گریزی است. اختلال در بیان شامل کاهش ابراز عواطف و فقر گفتار است.گاهی فقر بیان هم به صورت کلامی و هم به صورت غیرکلامی توصیف می‌شود.
تحقیقات نشان می‌دهد که علائم منفی نسبت به علائم مثبت تأثیر بیشتری در افت کیفیت زندگی، ناتوانی عملکردی، و بار مسئولیتی که بر دوش دیگران است، دارند.عموماً در طول بیماری، علائم منفی پیش از علائم مثبت بروز پیدا می‌کنند و پیش از پیدایش نخستین اپیزود سایکوتیک، فرد ناهمگونی‌هایی را در ابعاد مختلف علائم منفی نشان می‌دهد.بی‌تفاوتی بیش از ۵۰ درصد از موارد علائم منفی را در بیمار شامل می‌شود که بر عملکرد و کیفیت زندگی بیمار تأثیر می‌گذارد. بی‌تفاوتی به اختلال در پردازش شناختی مؤثر بر حافظه و برنامه‌ریزی رفتارهای هدفمند مربوط می‌شود.دو زیردامنه پیشنهادی برای دسته‌بندی علائم منفی، نیاز به رویکردهای درمانی جداگانه را پیشنهاد کرده است. نداشتن تنش‌های سالم روانی، که مربوط به کاهش تجربه افسردگی و اضطراب می‌باشد، به عنوان یکی دیگر از علائم منفی ذکر شده است. اغلب بین آن دسته از علائم منفی که ماهیت آن برخاسته از اسکیزوفرنی هستند، با نام علائم منفی اولیه، و آنهایی که از مواردی همچون: علائم مثبت، عوارض جانبی داروهای ضد روان‌پریشی، اختلال در مصرف مواد و محرومیت اجتماعی ناشی می‌شوند، که علائم منفی ثانویه نامیده می‌شوند، تمایز قائل می‌شوند. علائم منفی اولیه به دارو پاسخ ضعیفی می‌دهند و درمان آنها دشوار است. اما با یک ارزیابی درست و تمایز دادن میان انواع علائم منفی، علائم منفی ثانویه قابل درمان هستند.
از زمان معرفی مقیاس‌های قدیمی‌تر، مانند PANNS که با انواع علائم مثبت و منفی سروکار دارند، مقیاس‌هایی مختص ارزیابی وجود علائم منفی و اندازه‌گیری شدت و تغییرات آنها در بیمار، معرفی شده‌اند. این مقیاس‌ها، دو مقیاس مصاحبه ارزیابی بالینی علائم منفی (CAINS) و مقیاس مختصر علائم منفی (BNSS) هستند که به عنوان مقیاس‌های نسل دوم نیز شناخته می‌شوند. در سال ۲۰۲۰، ده سال پس از معرفی مقیاس BNSS، یک مطالعه بین‌فرهنگی با استفاده از این مقیاس، شواهد روان‌سنجی معتبر و قابل اعتمادی را برای کارایی دسته‌بندی پنج‌بعدی علائم منفی پیدا کرد. BNSS به منظور ارزیابی وجود و شدت و تغییرات پنج بعد شناخته‌شده از علائم منفی به علاوهٔ مورد فقدان تنش‌های سالم روانی، طراحی شده است. BNSS می‌تواند تغییرات ایجادشده در علائم منفی ناشی از آزمایش‌های مداخلاتی روان‌شناختی و اجتماعی را نیز ثبت کند. همچنین از BNSS برای ارزیابی یک درمان آزمایشی بر اساس مدل غیر دوبعدی از علائم منفی، به نام SEP-363856، استفاده شده است. یافته‌ها از کارایی بیشتر مدل پنج‌بعدی علائم منفی به مدل دو بعدی حکایت می‌کنند.

### علائم شناختی
اختلال‌های شناختی نخستین و دائمی‌ترین علائمی هستند که در اسکیزوفرنی دیده می‌شوند. این علائم غالباً مدتها پیش از شروع بیماری، در مرحله پرودرم، مشخص می‌شوند و ممکن است برای نخستین بار در اوایل نوجوانی یا حتی کودکی بروز یابند. آنها از ویژگی‌های محوری بیماری اسکیزوفرنی هستند اما به‌عنوان علائم اصلی، مشابه علائم مثبت و منفی، در نظر گرفته نمی‌شوند. با این حال، وجود این علائم و میزان اختلال در عملکرد توانایی‌های شناختی فرد، برای ارزیابی عملکرد فرد شاخص بهتری است. اختلالات شناختی در نخستین اپیزود روان‌پریشی (FEP) بدتر می‌شوند اما سپس به حالت پیش از اپیزود برمی‌گردنند و در طول بیماری نسبتاً پایدار می‌مانند.
اختلال‌های شناختی منجر به نتایج منفی روانی - اجتماعی در بیمار می‌شود و ادعا می‌شود که این اختلال‌ها با کاهش احتمالی ضریب هوشی از نرمال ۱۰۰ به ۷۰–۸۵ همراه است. نقایص شناختی ممکن است ناشی از نقص در شناخت عصبی یا نقص در شناخت اجتماعی باشد. شناخت عصبی، توانایی دریافت و به‌خاطر سپردن اطلاعات است و شامل تسلط کلامی، حافظه، استدلال، حل مسئله، سرعت پردازش و ادراک شنیداری و بینایی است. حافظه کلامی و توجه بیشترین آسیب را می‌بینند. اختلال در حافظه کلامی با کاهش سطح پردازش معنایی (ارتباط معنی با کلمات) همراه است. یکی دیگر از اختلال‌های حافظه، اختلال در حافظه رویدادی است. نقص در ادراک بصری که به‌طور مداوم در اسکیزوفرنی مشاهده می‌شود، نوعی اختلال در نقاب‌زنی معکوس بصری است.اختلال‌های پردازش بینایی شامل عدم توانایی درک خطاهای بصری پیچیده است. شناخت اجتماعی مربوط به عملیات ذهنی مورد نیاز برای تفسیر و درک خود و دیگران در دنیای اجتماع است. اختلال در شناخت اجتماعی نیز یک اختلال همراه با اسکیزوفرنی است، و برای مثال درک احساسات چهره اغلب دشوار است. ادراک احساسات چهره برای تعامل اجتماعی عادی، لازم است. اختلال‌های شناختی معمولاً به داروهای ضدروان‌پریشی پاسخ نمی‌دهند و مداخلات درمانی دیگری وجود دارد که برای بهبود آنها استفاده می‌شود. درمان بهبودی شناختی کمک ویژه‌ای می‌کند.

### شروع
شروع بیماری معمولاً در بلوغ و اواخر نوجوانی تا اوایل دهه ۳۰ سالگی رخ می‌دهد. اوج بروز بیماری در مردان از اوایل تا اواسط دهه بیست و در زنان در اواخر دهه بیست است.شروع بیماری اغلب با سال‌های بحرانی توسعهٔ اجتماعی و حرفه‌ای فرد همراه است. شروع بیماری پیش از ۱۷ سالگی به عنوان شروع زودرس شناخته می‌شود. شروع پیش از ۱۳ سالگی، که گاهی ممکن است رخ دهد، به عنوان اسکیزوفرنی کودکان یا شروع بسیار زودرس شناخته می‌شود. در سنین بالاتر، بیماری می‌تواند در سنین بین ۴۰ تا ۶۰ سالگی رخ دهد که به عنوان اسکیزوفرنی دیررس شناخته می‌شود. شروع بیماری در بالای سن ۶۰ سال، که ممکن است تفکیک آن به عنوان اسکیزوفرنی از دیگر بیماری‌ها با علائم مشابه دشوار باشد، به عنوان روان‌پریشی شبه اسکیزوفرنی بسیار دیررس شناخته می‌شود. در اسکیزوفرنی دیررس میزان بالاتری از زنان تحت تأثیر قرار می‌گیرند، شدت علائم آنها کمتر است و به دوزهای پایین‌تری از داروهای ضدروان‌پریشی نیاز دارند. بروز زودتر بیماری در مردان، بعدها با افزایش میزان بروز بیماری دز زنان پس از یائسگی متعادل می‌شود. استروژن تولیدشده پیش از یائسگی اثر مهارکنندگی روی گیرنده‌های دوپامین دارد اما اثر بازدارندگی آن می‌تواند با ازدیاد عوامل ژنتیکی خنثی شود. تعداد افراد بزرگسال سن بالاتر مبتلا به اسکیزوفرنی، افزایش چشمگیری داشته است. تخمین زده می‌شود که ۷۰٪ از مبتلایان به اسکیزوفرنی نقص‌های شناختی داشته باشند که در اسکیزوفرنی زودرس و دیررس چشمگیرتر است.
بیماری ممکن است به‌طور ناگهانی شروع شود یا ممکن است پس از بروز آهسته و تدریجی تعدادی از علائم و نشانه‌ها، در دوره‌ای که به عنوان مرحله پرودرم شناخته می‌شود، رخ دهد. تا ۷۵٪ از مبتلایان به اسکیزوفرنی مرحله پرودرم را پشت سر گذاشته‌اند. علائم منفی و شناختی در مرحله پرودرم می‌تواند ماه‌ها و حداکثر پنج سال پیش از بروز نخستین اپیزود سایکوتیک به طول بینجامد. از زمان وقوع نخستین اپیزود سایکوتیک تا دریافت درمان، دوره روان‌پریشی درمان‌نشده (DUP) نام دارد که به به عنوان عاملی تعیین‌کننده در نتیجه عملکرد بیمار شناخته می‌شود. مرحله پرودرم مرحله پرخطر برای بروز بیماری روان‌پریشی است. از آنجا که پیشرفت مرحله پرودرم به نخستین اپیزود سایکوتیک قطعی و حتمی‌الوقع نیست، اغلب اصطلاح جایگزین حالت روانی در معرض خطر (At risk of mental state) ترجیح داده می‌شود. اختلال عملکردهای شناختی در سنین پایین فرد، بر رشد طبیعی شناختی آن فرد در جوانی تأثیر می‌گذارد. شناخت و مداخله زودهنگام در مرحله پرودرم، اختلالات مرتبط با رشد آموزشی و اجتماعی را به حداقل می‌رساند و در بسیاری از مطالعات مورد توجه قرار گرفته است. پیشنهاد شده که ممکن است استفاده از ترکیب‌های ضدالتهابی مانند دی-سرین از پیشرفت مرحله پرودرم به اسکیزوفرنی جلوگیری کند. علائم شناختی از علائم ثانویه علائم مثبت یا از عوارض جانبی داروهای ضد روان‌پریشی نیستند.
اختلال‌های شناختی در مرحله پرودرمال، پس از نخستین اپیزود سایکویک، بدتر می‌شود (و پس از نخستین اپیزود آنها دوباره به حالت پیش از اپیزود برمی‌گردند و سپس نسبتاً پایدار می‌مانند) که این امر اهمیت مداخله زودهنگام را نشان می‌دهد.برای به حداقل رساندن گستردگی اختلال‌های مرتبط با اسکیزوفرنی، تحقیقاتی برای شناسایی و درمان مرحلهٔ پرودرم بیماری به انجام رسیده است، که مرحله پرودرم را تا ۳۰ ماه قبل از نخستین اپیزود سایکوتیک شناسایی می‌کند. درمان زودرس با رفتاردرمانی شناختی یک مداخله ایدئال است. علائم نورولوژیک نرم، شامل پریشانی و کاهش کیفیت توانایی کنترل حرکتی، اغلب در اسکیزوفرنی دیده می‌شود، که ممکن است با درمان مؤثر نخستین اپیزود سایکوتیک برطرف شود.

### 4A بلولر
نخستین بار روان‌پزشک شهیر آلمانی یوجین بلولر بیماری اسکیزوفرنی را با وجود چهار علامت زیر تعریف کرد: اختلال‌های تداعی (Association disturbance)، اوتیسم (Autism)، عاطفه سطحی (flat Affect) و دوسوگرایی (Ambivalence).

### طبقه‌بندی اشنایدری
در اوایل قرن بیستم، روان‌پزشک کورت اشنایدر علائم روان‌پریشی را که وی فکر می‌کرد اسکیزوفرنی را از دیگر اختلال‌های روانی مجزا می‌کند، فهرست‌بندی کرد. این‌ها به نام «علائم درجه اول» (First-rank symptoms) یا علائم درجه اول اشنایدر معروفند. شامل ۱۱ علامت است که عبارتند از:
1. Thought insertion: اعتقاد به این که دیگران افکاری را به درون ذهن شخص وارد می‌کنند.
2. Thought withdrawal: گمان آنکه افرادی تعمداً افکار شخص را خارج می‌کنند.
3. Thought broadcasting: اعتقاد به این که افکار شخص به افراد دیگر اشاعه می‌یابند.
4. Voice arguing: شنیدن صداهای وهم‌آوری که منتقد افکار یا اعمال شخص یا آمیزشی از صداهای وهم‌آور دیگر باشند.[۸۵]
5. Voice commenting: صداهایی که به فرد دستور می‌دهند.
6. Audible thoughts: فرد صدای افکار خودش را می‌شنود.
7. made feelings: احساس القای عاطفه و احساسی خاص در فرد.
8. made impulses: احساس اینکه یک نیروی خارجی «خواستن» چیزی را به فرد القا می‌کند.
9. made volition: احساس اینکه یه نیروی خارجی اعمال فرد را در جهت خاصی هدایت می‌کند.
10. ادراکات هذیانی: احساس فیزیکی از درک یا تشخیص حوادث خاص
11. احساسات جسمانی: احساس لمس شدن یا احساسات جنسی

موارد ۱ و ۲ و ۳ هذیان‌های کنترل فکر نیز نامیده می‌شوند. به آن دسته از علائم درجه اول اشنایدری که هذیانی (و نه توهمی) هستند، هذیان‌های عجیب و غریب (Bizarre delusions) نیز گفته می‌شود.
اگر چه علائم درجه اول اشنایدری به‌طور قابل توجهی به معیارهای تشخیصی کنونی کمک کرده‌اند، اما ویژگی علائم درجه اول بحث‌برانگیز هستند. از بررسی مطالعات تشخیصی انجام‌شده بین سال‌های ۱۹۷۰ و ۲۰۰۵ درمی‌یابیم که آن‌ها مجاز به تأیید یا رد ادعای اشنایدر نیستند، و پیشنهاد شده است که علائم درجه اول باید، تأکیدی بر بازبینی سیستم‌های شناختی آینده باشند.

## عوامل خطر
اسکیزوفرنی به عنوان یک بیماری عصبی تکوینی بدون محدوده‌ای دقیق و علت منفرد توصیف می‌شود و تصور می‌شود از تعاملات ژن-محیط با عوامل آسیب‌پذیر درگیر در آن ایجاد شود. فعل و انفعالات عوامل خطر این بیماری پیچیده است، زیرا عوامل متعدد و متنوعی از زمان بارداری تا بزرگسالی می‌تواند در آن دخیل باشند. یک زمینه ژنتیکی به تنهایی، بدون تأثیر متقابل عوامل محیطی، باعث ایجاد اسکیزوفرنی نخواهد شد. مؤلفه ژنتیکی عوامل خطر، به این معنی است که قبل از تولد رشد مغز دچار اختلال شده و عوامل محیطی پس از تولد بر رشد مغز فرد تأثیر می‌گذارند. شواهد نشان می‌دهد که کودکان مستعد بیماری از نظر ژنتیکی بیشتر در معرض تأثیر عوامل خطر محیطی هستند.

### ژنتیک
برآورد می‌شود که وراثت‌پذیری اسکیزوفرنی بین ۷۰ تا ۸۰ درصد باشد بدان معنا که ۷۰ تا ۸۰ درصد تفاوت‌های فردی در خطر ابتلا به اسکیزوفرنی، با ژنتیک مرتبط است. مقدار این برآوردها به دلیل دشواری در جداسازی تأثیر عوامل ژنتیکی و محیطی متفاوت است و صحت آنها مورد سؤال قرار گرفته است. بزرگ‌ترین عامل خطر در ابتلا به اسکیزوفرنی، داشتن یک خویشاوند درجه اول مبتلا است (با خطر ۶٫۵ درصد). در دوقلوهای همسان اگر یکی از دوقلوها مبتلا باشد، در بیش از ۴۰ درصد از موارد دوقلوی دیگر نیز مبتلاست. اگر یکی از والدین بیمار باشد، خطر ابتلای فرزند او حدود ۱۳ درصد است و اگر هر دو والد بیمار باشند، خطر ابتلای فرزند تقریباً ۵۰ درصد است. با این حال، DSM-5 اشاره می‌کند که اکثر افراد مبتلا به اسکیزوفرنی سابقه خانوادگی روان‌پریشی ندارند. نتایج مطالعات ژن‌های نامزد اسکیزوفرنی به‌طور کلی نتوانسته‌اند ارتباطات همسو و منسجمی را پیدا کنند، و جایگاه‌های کروموزومی شناسایی شده توسط مطالعه هم‌خوانی سراسر ژنوم تنها بخش کوچکی از واریانس‌ها را در این بیماری توضیح می‌دهند.
مشخص شده است که ژن‌های بسیاری در اسکیزوفرنی دخیل هستند که هر کدام از ژن‌ها دارای اثری اندک و انتقال و بیان نامعلومی هستند. جمع‌بندی اثرات این ژن‌ها به صورت یک نمرهٔ ریسک پلیژنیک (PGS) می‌تواند حداقل ۷ درصد از تغییرپذیری عوامل ژنتیکی اسکیزوفرنی را توضیح دهد. حدود ۵ درصد موارد اسکیزوفرنی به انواع نادر تنوع تعداد کپی (CNV) نسبت داده می‌شود. این تغییرهای ساختاری کروموزوم‌ها با اختلال‌های شناخته‌شده ژنومی شامل حذف در 22q11.۲ (نشانگان دی جرج) و 17q12 (نشانگان ریزحذف 17q12)، کپی در 16p11.۲ (رایج‌ترین نوع در انواع CNV مرتبط با اسکیزوفرنی) و حذف در 15q11.۲ (نشانگان برن‌ساید-باتلر) همراه است. برخی از انواع تنوع تعداد کپی خطر ابتلا به اسکیزوفرنی را تا ۲۰ برابر افزایش می‌دهند و اغلب با اوتیسم و ناتوانی‌های فکری همراه هستند.
ژن‌های CRHR1 و CRHBP با میزان رفتار خودکشی در ارتباط هستند. این ژن‌ها پروتئین‌های پاسخ‌دهنده تنشی مورد نیاز در کنترل محور HPA (محور هیپوتالاموس-هیپوفیز-آدرنال) را کد می‌کنند و اثر متقابل آنها می‌تواند بر این محور تأثیر بگذارد. پاسخ به استرس می‌تواند باعث ایجاد تغییرات پایدار در عملکرد محور HPA شود و احتمالاً مکانیسم بازخورد منفی، هموستازی و تنظیم احساسات منجر به تغییر رفتار را مختل کند.
با توجه به اینکه افراد مبتلا به اسکیزوفرنی نرخ باروری کمتری دارند، این سؤال که چگونه اسکیزوفرنی اساساً می‌تواند تحت تأثیر ژنتیک قرار گیرد، یک تناقض به وجود می‌آورد. انتظار می‌رود که در فرایند انتخاب طبیعی، الل‌هایی که خطر اسکیزوفرنی را افزایش می‌دهند، به دلیل تأثیرات منفی آنها بر موفقیت تولیدمثل، انتخاب نشوند. توضیحات مختلفی برای حل این تناقض ارائه شده است، از جمله اینکه آلل‌های مرتبط با اسکیزوفرنی یک سازواری تولیدمثلی در افراد غیرمبتلای دارای این آلل‌ها ایجاد می‌کند. در حالی که برخی شواهد از این ایده پشتیبانی نمی‌کنند، برخی پیشنهاد می‌کنند که تعداد زیادی از آلل‌های مرتبط با اسکیزوفرنی که هریک نقش کمرنگی در افزایش موفقیت تولیدمثلی دارند، می‌توانند طی نسل‌ها باقی بمانند.
برآورد قابلیت به ارث بردن به دلیل مشکل بودن جدا کردن اثرات ژنتیکی و زیست‌محیطی متفاوت است. بزرگ‌ترین خطر برای پیشرفت اسکیزوفرنی داشتن یک فامیل درجه اول مبتلا به این بیماری است (درصد خطر ۶٫۵٪ است)؛ بیش از ۴۰٪ از دوقلوهای همسان کسانی که مبتلا به اسکیزوفرنی هستند نیز تحت تأثیر قرار می‌گیرند. این احتمال وجود دارد که بسیاری از ژن‌ها، آمیزشی از هر یک از اثر کوچک و ناشناخته انتقالی و ظاهری ناشناخته باشند. کاندیداهای احتمالی زیاد پیشنهاد شده‌اند، از جمله تغییرات تعداد کپی خاص، NOTCH4 و مکان ژن پروتئین هیستون. تعداد ارتباط به وسعت ژنوم مانند پروتئین انگشتی روی ۸۰۴A نیز مرتبط شده‌اند. به نظر می‌رسد همپوشانی قابل توجهی در ژنتیک اسکیزوفرنی وجود دارد و اختلال دوقطبی
با فرض یک مبنای ارثی، یک سؤال از روان‌شناسی تکاملی این است که چرا ژن‌هایی که احتمال جنون تکامل یافته را افزایش می‌دهند، با در نظر گرفتن شرایط، از دیدگاه تکاملی ناسازگارانه هستند. یک تئوری به نقش ژن‌های دخیل در تکامل زبانی و طبیعت انسان اشاره دارد، اما تا به امروز چنین ایده‌هایی کمی بیش از ایده‌های نظری موجود در طبیعت به قوت خود باقی هستند.
در ژوئیهٔ ۲۰۱۴ دانشمندان موفق شدند هشتادوسه ژن جدید را که در بیماری اسکیزوفرنی نقش دارند شناسایی کنند. بیشتر این ژن‌ها در انتقال پیام‌های شیمیایی در مغز نقش دارند و برخی دیگر نیز بر سیستم ایمنی بدن تأثیر می‌گذارند. این پژوهش ژنتیکی بودن این بیماری را ثابت کرد.

### محیطی
عوامل محیطی که هر یک با افزایش اندک خطر ابتلا به اسکیزوفرنی در مراحل بعدی زندگی همراه هستند، شامل: هیپوکسی داخل رحمی، عفونت، تنش‌های مادر پیش از تولد زایمان (تنش‌های جسمی و روانی) و سوءتغذیه مادر طی رشد و تکامل پیش از تولد جنین. ارتباطی بین اسکیزوفرنی و چاقی مادر یافت شده است که با افزایش استرس اکسیداتیو، و تنظیم نامناسب مسیرهای دوپامین و سروتونین همراه است. نشان داده شده است که تنش‌های مادر و عفونت در دوران بارداری، از طریق افزایش سیتوکین‌های پیش‌التهابی، رشد عصبی جنین را دستخوش تغییر می‌کنند. همچنین ارتباط اندکی بین ابتلا به اسکیزوفرنی با متولد شدن در زمستان یا بهار، که احتمالاً به دلیل کمبود ویتامین دی است، و با عفونت ویروسی پیش از تولد نیز وجود دارد. عفونت‌های دیگر در دوران بارداری یا حدود زمان تولد که با افزایش خطر مرتبط هستند، شامل عفونت‌های ناشی از توکسوپلاسما گوندی و کلامیدیا است که خطر ابتلا را حدود پنج تا هشت درصد افزایش می‌دهند. عفونت‌های ویروسی مغز در دوران کودکی نیز با افزایش خطر اسکیزوفرنی در بزرگسالی ارتباط دارند.
عوامل زیست‌محیطی مرتبط با پیشرفت اسکیزوفرنی عبارتند از: محیط زندگی، مصرف مواد مخدر و عوامل استرس‌زای پیش از تولد. به نظر می‌رسد سبک و شیوه تربیتی والدین اثر عمده‌ای ندارد، گر چه افرادی که از حمایت والدین برخوردارند از موقعیت بهتری نسبت به افرادی که والدینی انتقادی یا خصمانه دارند برخوردار هستند. زندگی در یک محیط شهری در دوران کودکی یا بلوغ به‌طور مداوم با افزایش خطر ابتلاء به اسکیزوفرنی توسط یکی از دو عامل یادشده،<ref حتی پس از در نظر گرفتن مصرف مواد مخدر، گروه قومی، و اندازه و وسعت گروه اجتماعی همراه است. از عوامل دیگری که نقش مهمی را ایفا می‌کنند عبارتند از: انزوای اجتماعی و مهاجرت مرتبط با سختی‌های اجتماعی، تبعیض نژادی، اختلال در خانواده، بیکاری و کمبود شرایط مسکن.
ابتلا به برخی بیماری‌ها از جمله توکسوپلاسموزیس نیز باعث افزایش احتمال ابتلا به اسکیزوفرنی می‌شود. در طی تحقیقات بر روی ۲ میلیون شخص مبتلا به این بیماری مشخص شد افرادی که مبتلا به توکسوپلاسموزیس بوده‌اند، ۲۴ درصد احتمال ابتلای بیشتری نسبت به افراد عادی دارند. این در حالی است که در صورتی که یکی از والدین به اسکیزوفرنی مبتلا باشد این احتمال در بدترین شرایط فقط ۱۰ درصد بیشتر است. البته ابتلای همزمان والدین به این بیماری ۴۵ درصد احتمال ابتلا را افزایش می‌دهد.

#### سوءمصرف مواد مخدر
شماری از مواد مخدر که سبب رشد و پیشرفت اسکیزوفرنی می‌شوند، عبارتند از: ماری جوانا (و حشیش)، کوکائین، و آمفتامین و ال اس دی. حدود نیمی از کسانی که مبتلا به اسکیزوفرنی هستند، بیش از حد مواد مخدر و / یا الکل مصرف می‌کنند. نقش حشیش می‌تواند علی باشد، اما داروها و مواد دیگر ممکن است تنها به عنوان مکانیسم‌هایی سازگار برای مقابله با افسردگی، اضطراب، خستگی، و تنهایی مصرف شوند.
ماری جوانا با افزایش تعلق میزان مصرف با خطر پیشرفت یک اختلال روانی مرتبط که استفاده مکرر با دو برابر خطر ابتلاء به جنون و اسکیزوفرنی مرتبط است. حال آنکه برشمردن مصرف حشیش به عنوان عامل مؤثر بر ابتلاء به اسکیزوفرنی توسط خیلی‌ها قابل قبول است، همچنان مورد بحث است. آمفتامین، کوکائین، و به میزان کمتر الکل، می‌توانند منجر به جنونی که بسیار شبیه به اسکیزوفرنی است شوند. اگر چه به‌طور کلی علت بیماری تصور نمی‌شود، اما افراد مبتلا به اسکیزوفرنی نیکوتین بسیار بیشتری نسبت به جمعیت عمومی مصرف می‌کنند.
حدود ۹۰٪ بیماران مبتلا به اسکیزوفرنی به نیکوتین وابستگی دارند. نیکوتین گذشته از افزایش مرگ و میر مرتبط با سیگار، سبب کاهش غلظت خونی برخی داروهای ضدروان‌پریشی می‌شود. گفته شده که شیوع بالای مصرف سیگار در این بیماران دست‌کم تا حدودی مربوط به ناهنجاری‌های گیرنده‌های نیکوتینی مغز است.

## فصل تولد
افرادی که بعدها دچار اسکیزوفرنی می‌شوند، بیشتر در زمستان و اوایل بهار متولد شده‌اند و کمتر در اواخر بهار و تابستان به دنیا آمده‌اند. در نیمکره شمالی از جمله در آمریکا، افراد مبتلا، بیشتر در ماه‌های دی (ژانویه) تا فروردین (آوریل) و در نیمکره جنوبی اغلب در ماه‌های خرداد (ژوئن) تا شهریور (سپتامبر) متولد شده‌اند. برای توضیح این مشاهده، فرضیه‌های گوناگونی را ارائه کرده‌اند. از جمله این فرضیه که نوعی عوامل خطرساز در کار است که مختص این فصل‌ها است؛ عاملی نظیر ویروس یا تغییر فصلی برنامه غذایی. فرضیه دیگر این است که افرادی که استعداد وراثتی برای ابتلا به اسکیزوفرنی دارند، از برتری زیستی بیشتری برای بقا در برابر صدمات مختص این فصل برخوردارند.

### عوامل رشد و پیشرفت
عواملی مانند فقدان اکسیژن خون و عفونت، یا استرس و سوء تغذیه مادر در دوران رشد جنین، ممکن است اندکی خطر ابتلا به اسکیزوفرنی را در مراحل بعدی زندگی افزایش دهند. به احتمال زیاد افراد مبتلا به اسکیزوفرنی ممکن است در فصل زمستان یا فصل بهار (حداقل در نیمکره شمالی) متولد شده باشند، که ممکن است ناشی از قرار گرفتن زیاد در معرض ویروس در رحم باشد. این اختلاف حدود ۵ تا ۸٪ است.

## مکانیسم‌ها
تلاش‌های چندی برای توضیح ارتباط بین تغییر عملکرد مغز و اسکیزوفرنی به مرحله عمل رسیده است. یکی از شایع‌ترین آن‌ها فرضیه دوپامین است، که نسبت خصیصه‌های جنون به تفسیر ذهن معیوب از احتراق ناقص نورون‌های دوپامینرژیک است.

### روانی
بسیاری از مکانیسم‌های روانی در توسعه و بقای اسکیزوفرنی درگیر هستند. انحراف‌های شناختی در افرادی که مطلع از خطر هستند یا کسانی که در معرض خطر هستند، به ویژه هنگامی که تحت فشار یا در موقعیت‌های گیج‌کننده‌ای هستند قابل تشخیص است. برخی از ویژگی‌های شناختی ممکن است منعکس‌کننده فقدان‌های عصب‌شناسی عمومی از جمله از دست دادن حافظه باشند، حال آن که ویژگی‌های دیگر ممکن است مربوط به مسائل خاص و تجربیات باشند.
علی‌رغم نمایان شدن فقدان عاطفه، یافته‌های اخیر نشان می‌دهد که بسیاری از افراد مبتلا به اسکیزوفرنی از لحاظ عاطفی، خصوصاً به محرک‌های استرس‌زا یا منفی پاسخگو هستند، و این‌گونه است که حساسیت ممکن است سبب بروز آسیب‌پذیری نسبت به اختلال و علائم شود. برخی از شواهد نشان می‌دهد که محتوای باورهای پنداری و تجارب روانی می‌تواند منعکس‌کننده علل عاطفی اختلال باشند، و همچنین نشان می‌دهد که چگونه تعبیر شخص از چنین تجربه‌هایی می‌تواند در شناخت علائم تأثیرگذار باشد. استفاده از «رفتارهای مطمئن» برای جلوگیری از تهدیدهای فرضی ممکن است کمکی برای توهم مزمن باشد. اکثر شواهد مرتبط با نقش مکانیسم‌های روانی ناشی از اثرات روان درمانی‌ها روی علائم اسکیزوفرنی است.

### عصب‌شناسی
اسکیزوفرنی بسته به تفاوت‌های ظریف موجود در ساختار مغز است که در ۴۰ تا ۵۰٪ موارد و در شیمی مغز در حالات جنونی حاد یافت می‌شود. بررسی‌های برگرفته از تست روان‌شناسی عصبی و فناوری‌های تصویربرداری از مغز مانند FMRI و PET برای بررسی تفاوت‌های اجرایی در فعالیت مغز نشان دهنده تفاوت‌هایی هستند که به نظر می‌رسد اغلب در لب قدامی مغز هیپوکامپ‌ها و لب گیجگاهی رخ می‌دهند. کاهش حجم مغز، کوچک‌تر از آنچه در کسانی که مبتلا به بیماری آلزایمر هستند بافت می‌شود، در مناطقی از قشر پیشانی و لب‌های گیجگاهی گزارش شده‌اند. معلوم نیست که آیا این تغییرهای حجمی، تدریجی هستند یا پیش از شروع بیماری به وجود می‌آیند. این تفاوت‌ها به فقدان شناخت عصبی مرتبط‌اند که اغلب ابتلاء به اسکیزوفرنی را به همراه دارند. از آنجا که مدارهای عصبی متغیرند، متناوباً پیشنهاد شده است که اسکیزوفرنی را باید به عنوان مجموعه‌ای از اختلال‌های گسترده عصب تصور کرد.
توجه خاصی نسبت به عملکرد دوپامین در مسیر mesolimbic مغز شده است. توجه بیش از حد منتج شده از یافته‌های تصادفی است که phenothiazine مواد مخدر، که مسدودکننده عملکرد دوپامین است، می‌تواند علائم روان پریشی را کاهش دهد. این واقعیت وجود دارد که آمفتامین‌ها، که منجر به آزاد شدن دوپامین می‌شوند، ممکن است علائم روان‌پریشی در اسکیزوفرنی را تشدید کنند. فرضیه مؤثر دوپامین اسکیزوفرنی پیشنهاد می‌کند که فعال‌سازی بیش از حد گیرنده‌های D۲ علت (علائم مثبت) اسکیزوفرنی بود. اگر چه حدود ۲۰ سال این فرضیه بر اساس اثر مسدودکننده D۲ مشترک در تمام داروهای ضد روان پریشی بنا شد، اما تا اواسط دهه نود که PET و بررسی‌های تصویربرداری مقطع‌نگاری رایانه‌ای تک‌فوتونی شواهد پشتیبان را تأمین می‌کردند اثری از آن نبود. فرضیه دوپامین در حال حاضر، تا حدودی تنها به دلیل اینکه تجویز داروهای ضد روان‌پریشی جدید (تجویز داروی داروهای ضد روان پریشی نامنظم) می‌توانند مؤثرتر از تجویز داروهای قدیمی (تجویز دارو داروهای ضد روان‌پریشی معمولی) باشند ساده تصور می‌شود، اما عملکرد سروتونین نیز مؤثر واقع می‌شود و ممکن است اندکی کمتر از دوپامین اثر مسدودکننده داشته باشد.
انتقال‌دهندهٔ عصبی گلوتامات و کاهش عملکرد گیرنده گلوتامات NMDA در اسکیزوفرنی نیز مورد توجه قرار گرفته است، بیشتر به دلیل کاهش غیرطبیعی سطح گیرنده‌های گلوتامات یافت‌شده در مغزهای پس از مرگ کسانی که مبتلا به اسکیزوفرنی هستند، و کشف اینکه داروهای مسدودکننده گلوتامات مانند پنسیلین و کتامین می‌توانند مقلد علائم و مسائل شناختی مرتبط با این حالت باشند. کاهش عملکرد گلوتامات به عملکرد ضعیف آزمون الزامی لپ قدامی مغز و عملکرد هیپوکامپ مرتبط است، و گلوتامات می‌تواند در عملکرد دوپامین، که هر دو در اسکیزوفرنی دخیل شده‌اند تأثیرگذار باشد، واسطه مهم (و احتمالاً عملی) نقش مسیرهای گلوتامات در این حالت پیشنهاد می‌شوند. اما علائم مثبت نسبت به تجویز داروی glutamatergic پاسخگو نیستند.

## تشخیص

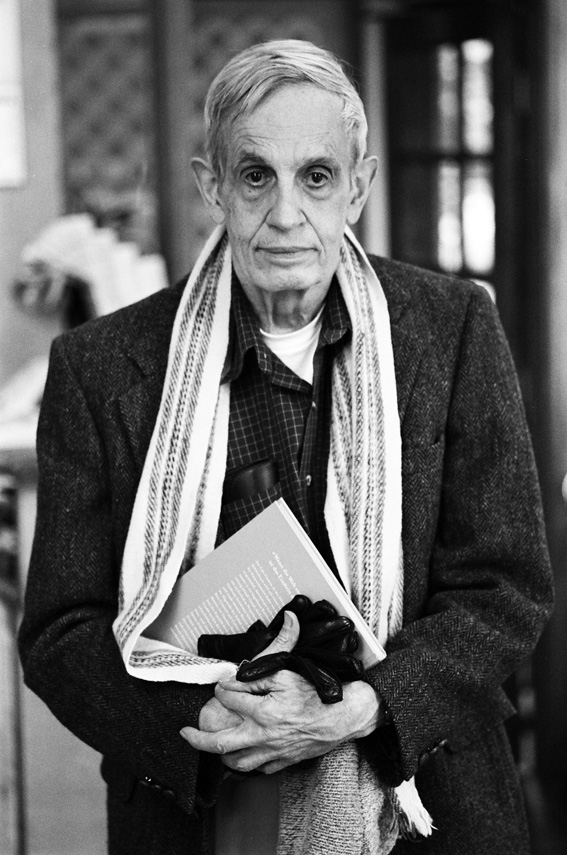
جان نش، یک ریاضیدان اهل ایالات متحده و برنده مشترک جایزهٔ نوبل اقتصاد در سال ۱۹۹۴ است، که از اسکیزوفرنی رنج می‌برد. زندگی وی، موضوع فیلم «ذهن زیبا» برنده جایزه اسکار در سال ۲۰۰۱ قرار گرفت.

اسکیزوفرنی یا بر اساس دو معیارهای انجمن روان‌پزشکی آمریکا «راهنمای تشخیصی و آماری اختلالات روانی»، نسخه DSM-IV-TR، یا سازمان بهداشت جهانی طبقه‌بندی آماری بین‌المللی از بیماری‌ها و مشکلات مرتبط با سلامت، ICD-۱۰ تشخیص داده می‌شود. این معیارها از تجارب گزارش‌شدهٔ شخص، گزارش اختلال رفتاری، به دنبال یک ارزیابی بالینی توسط یک متخصص سلامت روانی استفاده می‌کنند. نشانه‌های مرتبط با اسکیزوفرنی به‌طور پی‌درپی در جامعه رخ می‌دهد و بسیار سخت می‌شود به اسکیزوفرنی پی برد. تا سال ۲۰۰۹ هیچ آزمون عینی وجود نداشت.

### معیارها
معیارهای ICD-۱۰ به‌طور معمول در کشورهای اروپایی مورد استفاده قرار می‌گیرند، حال آنکه معیارهای DSM-IV-TR در ایالات متحده آمریکا و دیگر نقاط جهان مورد استفاده قرار می‌گیرند، و در مطالعات پژوهشی متداول هستند. معیارهای ICD-۱۰ تأکید بیشتری بر علائم درجه اول اشنایدری دارند. در عمل، تشابه بین دو سیستم بالا است.
با توجه به نسخه تجدید نظر شده چهارم «راهنمای تشخیصی و آماری اختلالات روانی» (DSM-IV-TR)، برای تشخیص ابتلا به اسکیزوفرنی، سه معیار مشخص باید در نظر گرفته شود:
1. علائم مشخصه: دو یا چند مورد زیر، که هر یک برای مدت طولانی در طول یک دوره یک‌ماهه وجود دارند (یا کمتر، در صورتی که علائم صرفه نظر از درمان باشند).
  - توهمات
  - وهم و خیالات
  - سخنان آشفته، که جلوه‌ای از اختلال در تفکر رسمی است.
  - رفتار به شدت آشفته (مانند نامناسب لباس پوشیدن، اغلب گریه کردن) یا رفتار جنون جوانی
  - علائم منفی: تحت تأثیر کم توجهی عاطفی (فقدان یا کمبود در پاسخ عاطفی) قرار گرفتن، عجز گویایی (فقدان یا کمبود در گفتار)، یا نداشتن اختیار و اراده (فقدان یا کمبود انگیزه).

اگر توهم‌ها عجیب و غریب (bizarre) تشخیص داده شوند، یا یک صدای آمیخته با صحبت‌های بیمار هم‌زمان با انجام گرفتن اعمال بیمار، یا شنیدن دو یا چند صدا که در حال گفتگو با یکدیگر هستند را توهم شنیداری به‌حساب بیاوریم، تنها همین یک علامت برای تشخیص کافی است. ملاک اختلال در سخن زمانی قابل مشاهده است که به اندازه کافی به‌طور قابل ملاحظه اختلال در ارتباطات شدید باشد.
2. اختلال در عملکرد اجتماعی یا شغلی: برای مدت قابل توجهی از زمان شروع اختلال، یک یا چند منطقه عمده از عملکرد مانند کار، روابط بین فردی، یا مراقبت از خود، به‌طور قابل توجهی پایین‌تر از سطح به دست آمده قبل از شروع اختلال هستند (در صورتیکه اختلال از دوران کودکی یا نوجوانی شروع شده باشد، فرد به سطح مورد انتظار پیشرفت تحصیلی، شغلی یا بین فردی نخواهد رسید).
3. طول مدت قابل توجه: نشانه‌های مداوم اختلال حداقل به‌مدت ۶ ماه ادامه پیدا می‌کنند، در این دوره ۶ ماهه باید علائم مطابق ملاک تشخیصی A (علائم مرحله فعال) به‌مدت حداقل یکماه (در صورت درمان موفقیت‌آمیز، کوتاه‌تر) وجود داشته باشد و می‌تواند شامل دوره علائم مقدماتی با باقیه‌ای[نیازمند منبع] نیز باشد. طی مرحله مقدماتی یا باقیه‌ای، نشانه‌های اختلال اغلب به‌صورت علائم منفی هستند یا ممکن است دو یا چند علامت از ملاک تشخیصی A به شکل خفیف مشاهده گردد (مثلا باورهای عجیب، تجارب ادراکی غیرعادی).

اگر نشانه‌های اختلال برای بیش از یک ماه ولی کمتر از شش ماه نمایان شوند، تشخیص اختلال حالت اسکیزوفرنی فرم است. علائم روان‌پریشی که کمتر از یک ماه به طول می‌انجامند ممکن است به عنواناختلال روانی کوتاه تشخیص داده شود، و در شرایط مختلف ممکن است به عنوان اختلال روانی غیرقابل تشخیص دسته‌بندی شود. در صورتی که نشانه‌های اختلال خلقی به‌طور قابل ملاحظه‌ای نمایان شوند اسکیزوفرنی قابل تشخیص نیست (گر چه اختلال schizoaffective قابل تشخیص است. برای تشخیص افتراقی اسکیزوافکتیو و اسکیزوفرنی با علائم برجسته خلقی باید علائم خلقی کمتر از کل مدت علائم فعال و باقیمانده بیماری طول کشیده باشد)، یا اگر نشانه‌های اختلال پیش رونده فراگیر نمایان شوند مگر این که هذیان یا توهم برجسته نیز وجود داشته باشند، یا اگر علائم مستقیماً نتیجه فیزیولوژیکی شرایط یا موارد یک پزشک عمومی، مانند سوء استفاده از مواد مخدر یا داروها باشند، اسکیزوفرنی قابل تشخیص نیست.

### زیرگروه‌ها
DSM-IV-TR شامل پنج زیرگروه اسکیزوفرنی است، گر چه توصیه می‌شود پیشرفته‌ترین آن یعنی DSM-5 را از طبقه‌بندی جدید مجزا کنیم:
- نوع پارانویایی (هذیانی): هذیانها یا توهمات شنیداری نمایان می‌شوند، اما اختلال در تفکر، رفتار آشفته، یا تملق عاطفی نمایان نمی‌شوند. توهمات سرکوب‌گرانه و / یا پرآب و تاب هستند، اما علاوه بر این، آیتم‌های دیگری مانند حسادت، مذهب، یا شکایت جسمانی نیز ممکن است وجود داشته باشند. (DSM code 295.۳/ICD code F20.0)
- نوع نامنظم: به نام «اسکیزوفرنی جنون جوانی» موجود در ICD معروفند. جایی که اختلال فکری و عاطفه یکنواخت با هم وجود دارند. (DSM code 295.۱/ICD code F20.1)
- نوعی از جنون جوانی: این موضوع ممکن است تقریباً ناشی از بی‌حرکتی یا جلوه‌ای از آشفتگی، حرکات بی‌هدف و بی‌مورد باشد. علائم می‌توانند شامل نداشتن هوشیاری نسبی یا کامل جنون جوانی و انعطاف‌پذیری مومی باشند. (DSM code 295.۲/ICD code F20.2)
- نوع نامشخص: علائم روان‌پریشی نمایانند، اما معیاری برای انواع پارانوئید، آشفتگی، یا جنون جوانی دیده نمی‌شود. (DSM code 295.۹/ICD code F20.3)
- نوع باقی‌مانده: که در آن علائم مثبت فقط در یک حساسیت پایین نمایانند. (DSM code 295.۶/ICD code F20.5)

ICD-۱۰ دو زیرگروه دیگر را معرفی می‌کند:
- افسردگی پس از اسکیزوفرنی: بروز افسردگی پس از یک بیماری اسکیزوفرنی که در آن سطح پایینی از علائم اسکیزوفرنی هنوز هم ممکن است وجود داشته باشند. (ICD code F20.4)
- اسکیزوفرنی ساده: گسترش بی‌سر و صدا و پیشرونده علائم شاخص منفی بدون هیچ سابقه‌ای از حالات روانی (ICD code F20.6)

### تفاوت
علائم روان‌پریشی ممکن است در بسیاری از اختلال‌های روانی دیگر موجود باشند، از جمله اختلال دوقطبی، اختلال شخصیت مرزی، مسمومیت با مواد مخدر و جنون ناشی از مواد مخدر. توهمات («غیر-عجیب و غریب») نیز اختلال توهم، و برداشت‌های اجتماعی دراختلال اضطراب اجتماعی، اختلال شخصیت گریزی و اختلال شخصیت موجود هستند. اسکیزوفرنی با اختلال وسواس (OCD) همراه است، به‌طور قابل توجه بیشتر از آن است که بتوان به صورت شانسی در مورد آن بحث کرد، گرچه وسواسی که در OCD از توهمات اسکیزوفرنی رخ می‌دهد را به سختی می‌توان تشخیص داد.
بیشتر پزشکان عمومی و اعصاب و روان ممکن است ملزم به رد کردن بیماری‌های پزشکی شوند که ممکن است به ندرت حاصل از علائمی شبیه اسکیزوفرنی روانی، مانند: آشوب و اضطراب متابولیک، عفونت سیستماتیکی، سفلیس، HIV عفونت، صرع، و ضایعات مغز باشند. ممکن است رد کردن هذیان، که می‌تواند نشانه توهمات دیداری، شروع حاد و متغیر سطح هوشیاری، و نشانه بیماری زمینه‌ای باشد، لازم شود. تحقیقات به‌طور کلی به منظور عود کردن تکرار نمی‌شوند مگر اینکه نشانه «طبی» خاصی باشد یا ممکن است عوارض جانبی از دارو ضد جنون وجود داشته باشد.

## پیشگیری
در حال حاضر شواهد و مدارک مبتنی بر اثر بخشی مداخلات زودرس برای جلوگیری از اسکیزوفرنی بی‌نتیجه است. حال آن‌که شواهدی وجود دارد که مداخلهٔ زودهنگام در آن‌هایی که با یک فقره بیماری روانی همراه هستند ممکن است در کوتاه‌مدت نتایج بهبودشان را فراهم سازند، پس از پنج سال بهره‌مندی کمی از این اقدامات وجود دارد. تلاش برای جلوگیری از اسکیزوفرنی در مرحله علائم اولیه بیماری مطمئناً سودمند نیست و به همین دلیل از سال ۲۰۰۹ توصیه نمی‌شود. پیشگیری در صورت نبودن نشانه‌های قابل اعتماد بعد از پیشرفت بیماری دشوار است. با این حال، برخی از موارد اسکیزوفرنی می‌تواند به تعویق بیفتد یا احتمالاً با تشویق به پرهیز کردن از مصرف حشیش، به ویژه در میان جوانان می‌تواند به تعویق بیفتد. افراد با سابقه خانوادگی اسکیزوفرنی ممکن است بیشتر در معرض خطر ابتلا به جنون ناشی از حشیش باشند. یک پژوهش نشان داده است که اختلالات روانی ناشی از حشیش در حدود نیمی از موارد پیشرفت شرایط روانی مداوم را به دنبال دارد.
تحقیقات نظری دنباله‌رو استراتژی‌هایی هستند که ممکن است بیماری اسکیزوفرنی را کاهش دهند. به دنبال یک روش برای درک آنچه در سطح ژنتیک و عصبی اتفاق می‌افتد تا یک بیماری به‌حساب بیاید، به‌طوری‌که مداخلات زیست پزشکی می‌توانند گسترده شوند. با این حال، آثار متعدد و متنوع ژنتیکی به هر اندازه که کوچک باشند، تعامل با محیط زیست را با مشکل مواجه می‌کنند. متناوباً، استراتژی‌های بهداشت عمومی می‌توانند عوامل انتخابی اقتصادی و اجتماعی باشند که در گروه‌های خاص به میزان بالایی از اسکیزوفرنی، به عنوان مثال در ارتباط با مهاجرت، قومیت یا فقر، به هم مرتبط هستند. گروه گسترده‌ای از استراتژی‌ها می‌توانند از خدمات مربوط به اطمینان از بارداری سالم و رشد سالم، از جمله در مناطق توسعه روانی مانند شناخت اجتماعی حمایت کنند. با این حال، به اندازه کافی شواهد و مدارکی دال بر اجرای ایده‌هایی که در زمان فعلی وجود دارند، و تعدادی از مسائل گسترده‌تری که مختص اسکیزوفرنی باشند موجود نیست.

## مدیریت
درمان اولیه اسکیزوفرنی، مصادف با مصرف داروهای آنتی سایکوتیک است، که اغلب با ترکیبی از حمایت‌های روانی و اجتماعی همراه هستند. بستری شدن در بیمارستان ممکن است برای موارد وخیم یا به‌طور داوطلبانه یا (در صورتی که قانون سلامت روانی به آن اجازه دهد) اجباری صورت پذیرد. بستری شدن طولانی مدت از مان شروع غیر نهادینه کردن در سال‌های دهه ۱۹۵۰ غیرطبیعی است، هرچند هنوز هم اتفاق می‌افتد.ارتباطات خدمات پشتیبانی از جمله سر زدن به مراکز، بازدید توسط اعضای جامعه بهداشت روانی، حامیان اشتغال و پشتیبانی از گروه‌ها، عادی است. برخی از شواهد نشان می‌دهد که ورزش منظم دارای اثرات مثبتی بر سلامت جسمی و روانی افراد مبتلا به اسکیزوفرنی است.
پایه اصلی درمان:
برطرف کردن خواستهٔ فرد در اولویت قرار دارد، رابطهٔ احساسی و پایدار، باور این که کسی او را دوست دارد. اولویت دوم داروهای ضد روانپریشی به همراه مشاوره، آموزش شغلی و توان‌بخشی اجتماعی است. هنوز روشن نیست که داروهای ضد روان‌پریشی معمول یا نامعمول بهتر هستند. در کسانی که با دیگر داروهای ضد روان‌پزشکی بهبود نمی‌یابند، ممکن است کلوزاپین تجویز شود. در شرایط جدی‌تر که خطر برای خود شخص و دیگران وجود دارد، ممکن است بستری شدن در بیمارستان لازم باشد، اگرچه اقامت در بیمارستان در حال حاضر کوتاه‌تر و کمتر از گذشته است.

### درمان‌های فناورانه
درمان با TMS
تقریباً بیش از هشت سال است که محققان درمان اختلال اسکیزوفرنیا با TMS به کار می‌برند. این روش بیشتر در مواردی آزمایش شده است که بیماران دارای توهمات مقاوم بوده‌اند ویا به درمان‌های دارویی پاسخ
نمی‌دادند. خاستگاه به‌کارگیری این روش به مطالعاتی برمی گردد که نشان می‌دهند این نوع مداخله جدید در اختلالات خلقی مؤثر است. چندین مطالعه نشان داده‌اند که TMS در قشر پیش پیشانی نیمکره چپ همان اثراتی را تولید می‌کند که داروهای ضدافسردگی ایجاد می‌کنند. افزون بر این، طبق شواهد مختلف، اثربخشی این رویکرد درمانی در اختلالاتی نظیر وسواس فکری- عملی و اختلال استرس پس از سانحه و شیدایی نیز نشان داده شده است.
TMS برای نشانگان منفی اسکیزوفرنیا
نشانگان منفی اسکیزوفرنیا مرتبط با نقص در عمل رد اجرایی است و جزء آن دسته از علایمی است که به داروهای نورولپتیک بسیار کند جواب می‌دهد. همچنین علائم منفی به داروهای ضد روان پریشی نسل اول) نظیر هالوپردول، تریفلوپرازین، کاربافازپن و… (جواب نمی‌دهند علی‌رغم اینکه داروهای ضدروان‌پریشی غیرکلاسیک نیز تا حدی می‌تواند این علائم را کنترل کند ولی اثر واقعی آن‌ها بر چنین علایمی هنوز مبهم و ناشناخته است.
به هر ترتیب با استفاده از (TMS) می‌توان آن نواحی از قشر پیشانی را که در به‌وجود آمدن این علایم نقش داشته‌اند تحریک مغناطیسی نمود.
تصاویر به دست آمده از مغز بیماران اسکیزوفرنیا نشان داده است که در ایجاد علایم منفی، کاهش فعالیت در منطقه قشر مخ نیمکره چپ به چشم می‌خورد.
در واقع منطق زیربنایی درمان از طریق TMS برای علایم منفی اسکیزوفرنیا به این می‌پردازد که چون در این منطقه از کرتکس یک فعالیت پایین را شاهد هستیم لذا تحریک از طریق فرکانس بالا سبب فعالیت نورونی می‌شود.
TMS برای نشانگان مثبت اسکیزوفرنیا
توهم، هذیان، گفتار عجیب و غریب، اختلال در فکر، در زمره علایم مثبت اسکیزوفرنیا محسوب می‌شود. در میان علایم مثبت این بیماری بیش‌ترین مطالعات بر روی توهم به خصوص) شنیداری (انجام شده است.
توهم شنیداری در میان ۵۰–۷۰ درصد از بیماران اسکیزوفرنیا دیده می‌شود. معمولاً درمان‌هایی مبتنی بر دارو به صورت کامل انجام نمی‌شود یا علی‌رغم مصرف دارو بیمار همچنان این تَوَهُم‌ها را دارد. این توهم‌ها می‌تواند سبب پریشانی، ناتوانی کارکرد یا عدم کنترل بر رفتار شود.
اسکیزوفرنیا
در خصوص اثر بخشی rTMS بر علایم اسکیزوفرنیا نیز شواهدی وجود دارد که نشان می‌دهد این شیوه بر علایم منفی و توهمات شنیداری در افراد مبتلا مؤثر است. به‌طور مثال در مقاله‌ای که در سال ۲۰۰۴ ارائه شده، نشان داده شده قریب به اثر مطالعات حاکی از تأثیر rTMS بر بهبود علایم فوق بوده‌اند.

### دارو

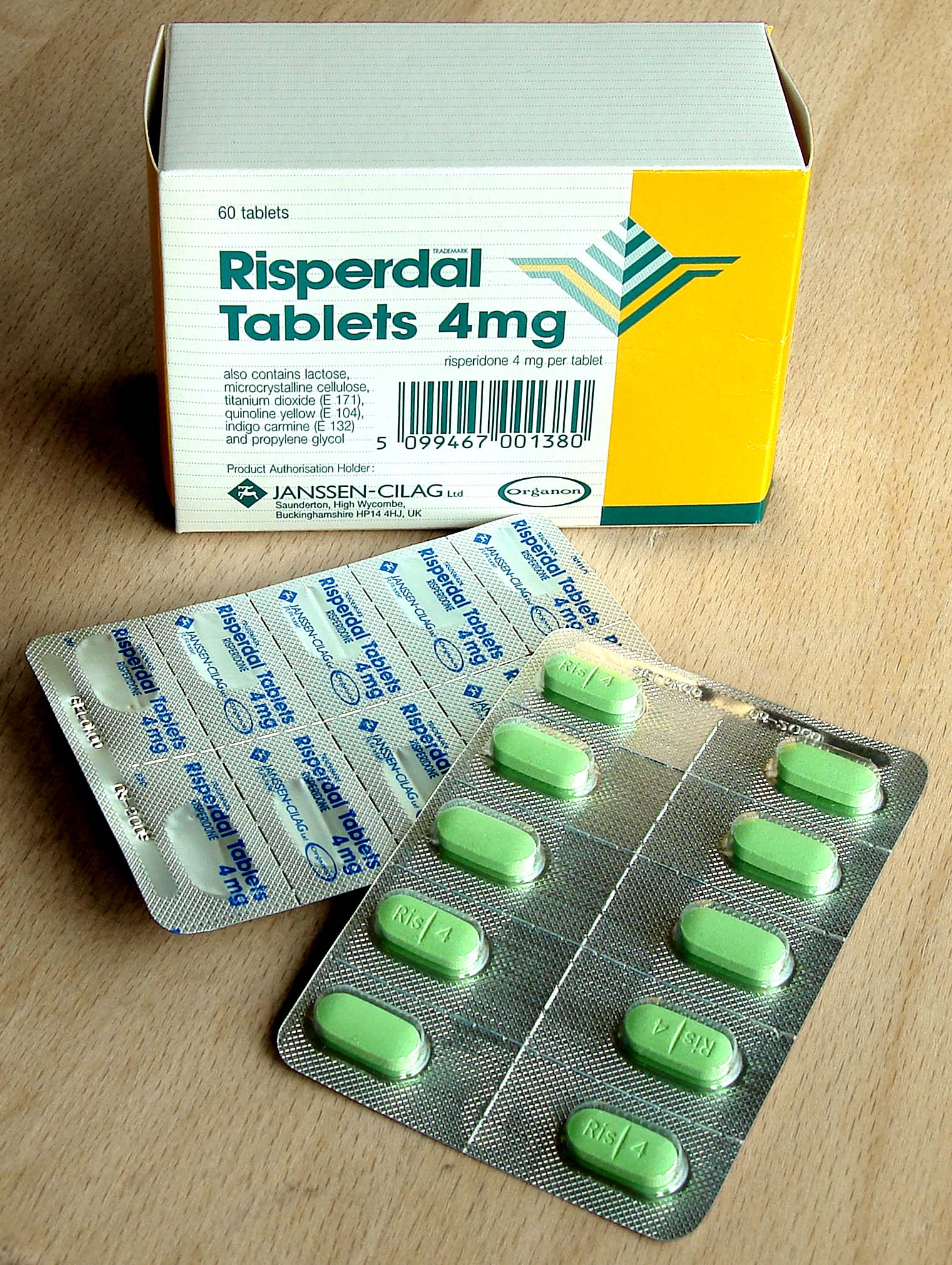
ریسپریدون به داروی ضد روان پریشی نامنظم معروف است.

راه اول برای درمان اختلال روانی مرتبط با اسکیزوفرنی تجویز داروی ضد روان‌پریشی است، که می‌تواند علائم مثبت روان‌پریشی را در حدود ۷–۱۴ روز کاهش دهد. داروهای ضد روان‌پریشی، به هر حال، به میزان قابل توجهی نسبت به بهبود علائم منفی و اختلال در شناخت ضعیف هستند. استفاده درازمدت از این دارو، خطر عود را کاهش می‌دهد.
انتخاب داروی ضد روان‌پریشی برای مصرف بر اساس منافع، خطرها و هزینه‌ها است. جای بحث دارد که کدام دسته بهتر هستند، معمولی یا داروهای ضد روان پریشی نامنظم. در زمانی که داروهای ضد روان‌پریشی معمولی به مقدار کم نسبت به متوسط دفعات و مقدار دوزهای مصرف دارو مورد استفاده قرار می‌گیرند، هر دو دارو به یک اندازه علائم افت یا عود را نشان می‌دهند. در ۴۰–۵۰٪ از افراد خوب جواب می‌دهد، در ۳۰–۴۰٪ از افراد نسبتاً جوابگو است، و در ۲۰٪ از افراد باعث مقاومت در برابر درمان شده است (از بین رفتن علائم، پس از شش هفته با توجه به دو یا سه داروی ضد روان پریشی مختلف به‌طور رضایت‌بخشی پاسخگو است). Clozapine (کلوزاپین) برای کسانی که پاسخ ضعیفی نسبت به داروهای دیگر دارند درمان مؤثری است، اما احتمال عوارض جانبی وخیمی نسبت به agranulocytosis (آگرانولوسیتوز) دارد (کاهش تعداد سلول‌های سفید خون در ۱–۴٪).
توجه داشته باشید که عوارض جانبی داروهای ضد روان‌پریشی معمولی میزان بیشتری از عوارض جانبی اکستراپیرامیدال را به دنبال دارند در حالی که داروهای ضد روان‌پریشی نامنظم افزایش قابل توجه وزن، دیابت و خطر ابتلاء به سندرم متابولیک را به دنبال دارند. حال آن که داروهای ضد روان‌پریشی نامنظم عوارض جانبی اکستراپیرامیدال کمتری دارند که این اختلاف نسبتاً کم هستند. برخی از داروهای ضد روان‌پریشی نامنظم از قبیل quetiapine (کوئتیاپین) و risperidone (ریسپریدون) نسبت به داروهای روان پریشی معمولی perphenazine (پرفنازین) با خطر جدی مرگ همراه هستند، در حالی که clozapine (کلوزاپین) با کمترین خطر مرگ همراه است. هنوز مشخص نیست که آیا داروهای ضد روان‌پریشی جدید شانس ابتلاء به سندرم نورولپتیک بدخیم، که یک اختلال عصبی نادر ولی جدی است را کاهش می‌دهند یا خیر.
برای افرادی که مایل یا قادر به اخذ دارو به‌طور منظم، نیستند، انبار پی‌درپی تدارکات داروهای ضد روان‌پریشی ممکن است به منظور کنترل نظارت مورد استفاده قرار بگیرند. آن‌ها به نسبت زیادی خطر مربوط به داروهای خوراکی را کاهش می‌دهند. هنگامی که در ترکیب با اختلال‌های روانی استفاده می‌شوند، ممکن است پیوسته در درازمدت درمان را بهبود دهد.

### روانی اجتماعی
شماری از مداخلات روانی اجتماعی ممکن است در درمان اسکیزوفرنی مفید باشند که عبارتند از: خانواده درمانی، ارتباط درمانی مثبت، اشتغال، بازسازی شناخت، آموزش مهارت درمان شناخت رفتاری (CBT)، مداخلات اقتصادی اعتباری، و مداخلات روانی اجتماعی به منظور مواد مصرفی و کنترل وزن. خانواده درمانی یا آموزشی، که کل سیستم خانواده را نسبت به یک فرد، مخاطب قرار دهد، ممکن است عود شدن بیماری و بستری شدن در بیمارستان را کاهش دهد. شواهد و مدارک مؤثر CBT در مورد کاهش علائم یا جلوگیری از عود کردن بیماری اندک است. هنر یا درام درمانی به خوبی مورد تحقیق قرار نگرفته است.

## پیش‌بینی
اسکیزوفرنی هزینه‌های جانی و مالی بسیاری دارد. اسکیزوفرنی به کاهش امید به زندگی از ۱۲–۱۵ سال منتج می‌شود، در درجه اول به دلیل به همراه داشتن چاقی، بی‌حرکتی در طول زندگی روزمره، و سیگار کشیدن، افزایش میزان خودکشی نقش کمتری را ایفا می‌کند. این تفاوت‌ها در امید به زندگی بین سال‌های s۱۹۷۰ و s۱۹۹۰ افزایش یافته است، و بین سال ۱۹۹۰s و دهه اول قرن 21st تغییر چشمگیری در نظام سلامت با در دسترس بودن مراقبت‌های گسترده نداشته است (فنلاند).
اسکیزوفرنی یکی از علل عمده ناتوانی است، با فعال شدن جنون به سه دسته بیشترین ناتوانی پس از quadriplegia و جنون و در صدر آن paraplegia و کوری تقسیم‌بندی می‌شود. حدود سه‌چهارم از افراد مبتلا به اسکیزوفرنی همراه با عود کردن بیماری از ناتوانی مداومی برخوردارند. برخی از مردم به‌طور کامل بهبود می‌یابند و دیگران برخوردهای خوب و مناسبی در جامعه دارند. بسیاری از افراد مبتلا به اسکیزوفرنی، به‌طور مستقل با پشتیبانی جامعه زندگی می‌کنند. در افراد مبتلا به جنون با توجه به قسمت اول در ۴۲٪ موارد از نتیجه خوبی در درازمدت، نتیجه متوسط در ۳۵٪ و یک نتیجه ضعیف در ۲۷٪ برخوردارند. به نظر می‌رسد نتایج به‌دست آمده مرتبط با اسکیزوفرنی در در حال توسعه نسبت به کشورهای توسعه یافته بهتر است.
با این حال، این نتیجه‌گیری‌ها، زیر سؤال رفته‌اند.
یک نرخ خودکشی بیش از حد متوسط در افراد مبتلا به اسکیزوفرنی موجود است. این مهم ۱۰٪ ذکر شده است، اما اکثر تحلیل‌های اخیر مطالعاتی و آماری در یک تجدید نظر ۴٫۹٪ برآورد کرده‌اند، که اغلب در دوران پس از شروع یا نخستین زمان بستری شدن در بیمارستان اتفاق می‌افتد. در اکثر مواقع بیش از (۲۰ تا ۴۰ درصد) حداقل یک بار اقدام به خودکشی می‌کنند. انواع مختلفی از عوامل خطر وجود دارد، از جمله جنس مذکر، افسردگی، و بهره هوشی بالا.
اسکیزوفرنی و سیگار کشیدن یک ارتباط تنگاتنگ در مطالعات سراسر جهان از خود نشان داده‌اند. مصرف سیگار در افراد مبتلا به اسکیزوفرنی بسیار شایع‌تر از دیگر افراد است. ۸۰٪ تا ۹۰٪ این بیماران سیگار می‌کشند، درحالی‌که تنها ۲۰٪ از جمعیت عمومی سیگاری هستند. همچنین اسکیزوفرنیهای سیگاری علاقه بیشتری به سیگار کشیدن دارند و سیگارهای با نیکوتین بالا را ترجیح می‌دهند.
نظریه قابل قبولی در مورد دلیل شیوع مصرف سیگار در این بیماران وجود ندارد. برخی فرضیات مصرف سیگار در این افراد را نوعی خوددرمانی برای کاهش استرس و تنظیم تفکر یا کاهش عوارض جانبی داروهای ضد اسکیزوفرنی می‌دانند اما از سوی دیگر اثرات منفی سیگار می‌تواند در مجموع نتیجه بدتری برای این بیماران داشته باشد. با توجه به اینکه مدارک موجود در مورد آسیب‌ها و منافع سیگار کشیدن ضدونقیض است در مورد نحوه برخورد با سیگار کشیدن این بیماران اختلاف نظر است. به‌طور تاریخی روانپزشکان این بیماران را از سیگار کشیدن منع نمی‌کنند و معتقدند افرادی که به مشکلات جدی ذهنی مبتلا هستند و استرس و فشارهای شدید را تحمل می‌کنند، حق سیگار کشیدن را به عنوان یک فعالیت لذت‌بخش هرچند مخرب دارند. در برخی موارد نیز در بیمارستان‌های روانی سیگار به عنوان یک جایزه و محرومیت از سیگار به عنوان یک تنبیه در نظر گرفته می‌شود. اما تحقیقات جدیدی که منفعت ترک سیگار در طولانی مدت را نشان می‌دهد، سبب شد تا اکنون ایده مخالفت با مصرف سیگار نظریه غالب‌تری باشد. با این حال، هرچند در حال حاضر در بیشتر کلینیک‌های سلامت روانی قطع سیگار یک هدف است اما در مورد شیوه موفق رسیدن به این هدف تحقیقات قابل قبولی انجام نشده است. همچنین در تحقیقاتی که بعد از قطع سیگار انجام شد، نشانه‌ای حاکی از تأثیر قطع سیگار بر بهتر شدن یا بدتر شدن این بیماران دیده نشده است.
برخی از شواهد نشان می‌دهد که احتمالاً اسکیزوفرنی پارانویید نسبت به انواع دیگر اسکیزوفرنی به منظور زندگی مستقل و عملکرد شغلی چشم‌انداز بهتری دارد.

## همه‌گیرشناسی (اپیدمیولوژی)
| no data ≤ ۱۸۵ 185–197 197–207 207–218 218–229 229–240 | 240–251 251–262 262–273 273–284 284–295 ≥ ۲۹۵ |

سال زندگی تنظیم شده برای ناتوانی برای اسکیزوفرنی در هر ۱۰۰٬۰۰۰ نفر از در سال ۲۰۰۴.
no data
≤ ۱۸۵
185–197
197–207
207–218
218–229
229–240
240–251
251–262
262–273
273–284
284–295
≥ ۲۹۵

حد۰٫۳–۰٫۷٪ از افراد در برخی از مراحل زندگی خود یا ۲۴ میلیون نفر در سراسر جهان تا سال ۲۰۱۱ تحت تأثیر اسکیزوفرنی قرار می‌گیرند، اسکیزوفرنی غالباً در مردان ۱٫۴ برابر بیشتر از زنان و به‌طور معمول در مردان زودتر رخ می‌دهد- اوج سن شروع، ۲۰–۲۸ سال برای مردان و ۲۶–۳۲ سال برای زنان است. در بدو دوران کودکی بسیار نادرتر از، بدو میان سالی – کهن‌سالی است. علی‌رغم دانش دریافت‌شده مبنی بر اینکه اسکیزوفرنی با نرخ مشابهی در سراسر جهان رخ می‌دهد، شیوع آن در سراسر جهان متفاوت است.

## پیشینه
علایم این بیماری در گذشته‌های دور نیز شناخته شده بود؛ ولی پیشینیان تعبیرهای اسطوره‌ای برای آن داشتند. در گذشته‌ها مردمان قدیم عقاید اسطوره‌ای نسبت به این بیماری داشتند که امروزه این عقاید تغییر زیادی کرده است. در گذشته به روان‌گسیختگی «جنون جوانی» می‌گفتند که امروزه چندان مورد پسند روان‌پزشکان و روان‌شناسان نیست. پیشینیان می‌گفتند دیوانه کسی است که دیو را می‌بیند و مجنون کسی است که جن را می‌بیند. این همان روان‌گسیختگی است. روان‌گسیختگی نوعی از بیماری است که بیمار موجودی را می‌بیند که دیگران نمی‌بینند و مردم به این دلیل که آن موجود مورد ادعا را نمی‌بینند، به فردی که آن موجود را می‌بیند، مجنون یا دیوانه می‌گویند. به این بیماری در قدیم دیوانگی یا جن‌زدگی یا آل‌زدگی می‌گفتند.
در سدهٔ نوزدهم پزشکان این بیماری را به عنوان جنون و دیوانگی محض می‌انگاشتند و در اوسط همین سذه بندیکت اوگوستن مورل برای نخستین بار به توصیف این بیماری در کتاب خود پرداخت و از آن به عنوان «توقف ناگهانی تمام قوای روحی» یاد کرد. این بیماری در آن زمان اغلب در دسته هیستری به‌شمار می‌رفت و به آن هیستری گیج و منگ می‌گفتند.
در پایان سدهٔ نوزدهم امیل کرپلین، روان‌پزشک آلمانی، این بیماری را جنون زودرس نامید که به فراگیری این بیماری نزد جوانان و نوجوانان بازمی‌گشت. در نهایت اُیگِن بلویلر، روان‌پزشک سوئیسی، کلمه اسکیزوفرنی را در جهت دفاع از روانکاوی فروید ابداع کرد و به تعریف عوارض این بیماری پرداخت. فروید لفظ پارافرنی را برای این بیماری مناسب تر می‌دانست.

## مطالعهٔ بیشتر
- پایگاه اطلاع‌رسانی صدا و سیمای جمهوری اسلامی ایران
- پایگاه پزشکان بدون مرز
- مجله اینترنتی مددکاری اجتماعی ایران